# Jean François Fernel

Therapeutice, seu medendi ratio

Jean François Fernel (soms gelatiniseerd tot Joannes Fernelius) (Montdidier, 1497 - Fontainebleau, 1558) was een Franse arts, wiskundige en astronoom.

## Ontdekkingen
- Hij was de eerste arts die het ruggenmergkanaal beschreef.
- Fernel berekende de omtrek van de Aarde tot op 0,1% nauwkeurig.

In 1525 mat hij de afstand Parijs - Amiens  in Frankrijk met een meetwiel op. Zijn berekening van de plaatselijke straal van de Aarde was met 6370 km tot op een paar kilometer nauwkeurig.

## Eerbetoon
- De maankrater Fernelius is naar hem genoemd.

- Biblioteca Nacional de España: XX926174
- Bibliothèque nationale de France: cb12378991z (data)
- Catàleg d'autoritats de noms i títols de Catalunya: 981058527947406706
- Gemeinsame Normdatei: 119220903
- International Standard Name Identifier: 0000 0001 1019 7423
- Library of Congress Control Number: n85810624
- Nationale Bibliotheek van Tsjechië: nlk20000085425
- Nationale bibliotheek van Australië: 35081721
- Nationale Bibliotheek van Israël: 987007261014805171
- Nederlandse Thesaurus van Auteursnamen: 074909908
- Istituto Centrale per il Catalogo Unico: BVEV020501
- LIBRIS: 221721
- Système universitaire de documentation: 032837801
- Trove: 820971
- Virtual International Authority File: 91464
- WorldCat: E39PBJdx87Q36cJK6wm9YkrQbd